# Colias thrasibulus
Colias thrasibulus is een vlindersoort uit de familie van de Pieridae (witjes), onderfamilie Coliadinae.
Colias thrasibulus werd in 1910 beschreven door Fruhstorfer.